# Ireneusz Iredyński

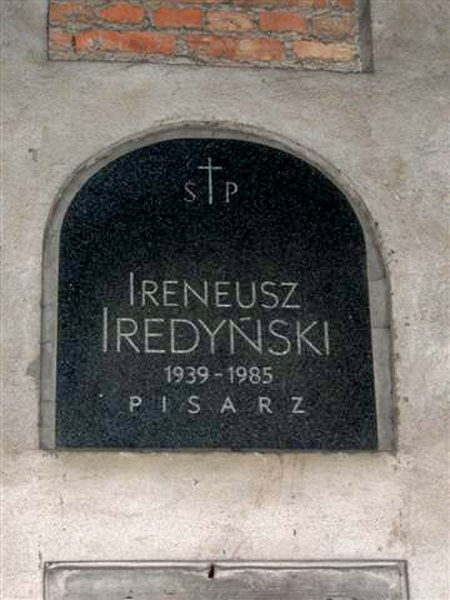
Nagrobek Ireneusza Iredyńskiego na cmentarzu Powązkowskim, Warszawa, 8 lipca 2006

Ireneusz Andrzej Iredyński (ur. 4 czerwca 1939 w Stanisławowie, zm. 9 grudnia 1985 w Warszawie) – polski prozaik, dramaturg, poeta, scenarzysta, autor tekstów piosenek oraz twórca słuchowisk radiowych.

## Życiorys
Urodził się 4 czerwca 1939 w Stanisławowie (obecnie Ukraina) jako syn urzędnika Antoniego Iredyńskiego i Aleksandry z Ziołeckich. Po matce, prawdopodobnie Żydówce (akt ślubu mówi jednak o jej katolickim wyznaniu), zaginął ślad około roku 1943. Być może uciekała przed zagładą. Nigdy się nie odnalazła.
Po wojnie w wyniku porozumienia USA, Wielkiej Brytanii i Związku Radzieckiego w Jałcie Polska utraciła Kresy Wschodnie, a rodzina Iredyńskich przeniosła się ze Stanisławowa do Bochni. Iredyński przybył ze Stanisławowa do Bochni 8 lutego 1946 wraz z Eugenią Iredyńską, siostrą ojca, i matką ojca, Marią Harz. Chłopiec znajdował się pod opieką ciotek i babki, gdyż jego ojciec walczył w szeregach Armii Andersa, a potem przebywał w Londynie. Do Polski Antoni Iredyński wrócił w 1948 roku. Rodzina została zameldowana początkowo przy ulicy Białej. W rejestrze meldunkowym domu przy Solnej wymienieni zostali również: Cecylia Hendrychowska (siostra ojca, wpisana w dokumentacji szkolnej Ireneusza jako jego prawna opiekunka), Stanisława Schweisser (siostra ojca) i wreszcie ojciec – Antoni Iredyński. W Bochni Ireneusz uczęszczał do Szkoły Podstawowej im. Stanisława Jachowicza.
W 1953, mając 14 lat, wyjechał do Krakowa (najprawdopodobniej tam kontynuował naukę, matury jednak nigdy nie zdał), tam też rozpoczął karierę pisarską. Jako szesnastoletni chłopak, w 1955, debiutował wierszem Podhale zimą w dodatku kulturalnym do „Dziennika Polskiego”. Wkrótce wstąpił do Koła Młodych przy krakowskim oddziale Związku Literatów Polskich (ZLP), a w 1958 przeniósł się z Krakowa do Warszawy. Zaczął publikować wiersze w dwutygodniku „Współczesność”, skupiającym młodych twórców debiutujących ok. roku 1955, takich jak Ernest Bryll, Marek Nowakowski czy Stanisław Grochowiak. Rok później, w wieku 20 lat, Iredyński został przyjęty do ZLP. Miał już na swoim koncie powieść kryminalną Ryba płynie za mordercą, napisaną pod pseudonimem Umberto Pesco, oraz tomik poezji pt. Wszystko jest obok.
W 1960 Teatr Wybrzeże wystawił jego pierwszy tekst dramaturgiczny – Męczeństwo z przymiarką. Niedługo potem ukazał się Dzień oszusta – pierwsza minipowieść pisarza napisana pod własnym nazwiskiem. Po tym utworze Iredyński zyskał ogólnopolską sławę. Pisali o nim krytycy, autorem zainteresowały się też władze. Z informacji zebranych przez Joannę Siedlecką w Instytucie Pamięci Narodowej (Zbaletowany, „Rzeczpospolita” 2005; Obława. Losy pisarzy represjonowanych, 2005) wynika, że Służba Bezpieczeństwa interesowała się pisarzem już od 1958, kiedy na łamach zakazanej w Polsce paryskiej „Kultury” ukazał się utwór poety. Od tej pory zbierano o nim informacje stale aż do roku 1975. Jednakże ponoć to właśnie Dzień oszusta najbardziej rozjuszył Władysława Gomułkę. „Ten człowiek żyje tak, jak pisze” – miał wykrzyczeć podczas Plenum KC PZPR w 1963, uderzając przy tym wściekle o mównicę egzemplarzem powieści Iredyńskiego. Postać oszusta manipulującego ludźmi została błędnie zinterpretowana przez pierwszego sekretarza jako pochwała nihilizmu i cynizmu. A wiadomo było, że partia zwalcza „niepoprawne treści”. Nie pomagał też styl życia Iredyńskiego – czołowego bon vivanta stolicy. Joanna Siedlecka szczegółowo przytacza informacje, jakie zbierały władze o pisarzu: Posiada skłonności do picia alkoholu, gry w karty. WKR Kraków-Zwierzyniec stwierdza, że uchylał się od powszechnego obowiązku wojskowego i jest poszukiwany, Bez stałego miejsca zamieszkania. Prowadzi hulaszczy tryb życia. Jego sąsiad (obaj mieszkali w sublokatorskich pokojach) opowiada, że Iredyński po przepiciu całego zapasu pieniędzy w dwa dni, całkowicie głodował, aż wreszcie poprosił gospodynię o kawałek chleba, Na przestrzeni lat 59–66 w stanie nietrzeźwym spowodował kilka awantur chuligańskich, m.in. w kawiarni ZLP, Domu Dziennikarza”, „Notowany na komendzie MO jako alkoholik i awanturnik, prowadzący chuligański tryb życia.
W 1965 wszczęto postępowanie karne przeciwko Iredyńskiemu i jego przyjacielowi, pisarzowi oraz reżyserowi Edwardowi Żebrowskiemu. Iredyńskiego oskarżono o usiłowanie zgwałcenia 19-letniej dziewczyny i w 1966 skazano. W więzieniu w Sztumie i w Gdańsku spędził trzy lata. Edwarda Żebrowskiego wypuszczono po ośmiu miesiącach.
Po wyjściu z więzienia Iredyński nadal tworzył, opublikował m.in. powieść Manipulacja, pisał słuchowiska i sztuki, wystawiano go w Polsce i za granicą. Każde jego nowe dzieło było szeroko komentowane w prasie.
Prywatnie przez trzy lata był w związku z Jadwigą Staniszkis. Był dwukrotnie żonaty: z Marią Kapelińską, a od 1980 z Teresą Polkowską, primo voto Świerzy.
Zmarł 9 grudnia 1985 w Warszawie z powodu ostrego zapalenia trzustki. Pochowany został w katakumbach na Powązkach (rząd 109-3).

## Fakty i mity
Ireneusz Iredyński rzeczywiście nazywał się Iredyński, a nie jak podają niektóre źródła – Kapusto. Owo fałszywe nazwisko było jedną z wielu mistyfikacji pisarza, który lubił wprowadzać rozmówców w błąd. W Hryniowcach koło Stanisławowa w rzymskokatolickiej księdze parafialnej znajduje się spisane po łacinie świadectwo ślubu rodziców pisarza, Aleksandry Ziołeckiej, urodzonej w 1904 roku, i Antoniego Iredyńskiego, urodzonego w 1896 roku. Już ojciec Ireneusza nosił więc nazwisko Iredyński.
Kolejna z legend dotyczących Iredyńskiego mówi o tym, że nie urodził się on w roku 1939, tylko wcześniej. Faktycznie, akt urodzenia Iredyńskiego nie zachował się, ale w arkuszu ocen ze Szkoły Podstawowej im. Stanisława Jachowicza w Bochni widnieje 1939 jako rok urodzenia. Trudno podejrzewać, że już w drugiej klasie (rok szkolny 1946/1947) mały Iredyński, a tym bardziej jego rodzina, dokonywał modyfikacji swojej biografii.

## Twórczość
W utworach swych tropił nieautentyczności słów i gestów, obnażał zachowania i konwencje, demaskował manipulacje, mitomanię, frustrację, będące przyczyną przemocy, okrucieństwa i upodlenia. Pisał o zagubieniu i samotności. Mówił o swojej twórczości: Myślę, że bohater literacki to projekcja wyobraźni pisarza, to jego sny, rozterki, jego wiedza, jego dialektyka, no i oczywiście – podświadomość. Mnie interesują skrajności, w nich odnajdują się najbardziej wyraziście tendencje naszych lat. Na naszych oczach dzieje się umieranie pewnego świata, nasza przyszłość jest zakryta. Moi bohaterowie są personifikacją niepokojów. I dodawał: Ja piszę o jednostce wobec przemocy. To bym określił jako swój główny temat.

### Proza
- Ryba płynie za mordercą, Warszawa: „Iskry”, 1959 (pod pseudonimem Umberto Pesco); następne wydania: Białystok: „Versus”, 1991; Warszawa: „Świat Książki”, 2008.
- Dzień oszusta, Kraków: Wydawnictwo Literackie, 1962; następne wydania: Warszawa: „Czytelnik”, 1973 i 1976 – razem z Ukrytym w słońcu; w tomie pt. Ciąg, Kraków: Wydawnictwo Literackie, 1983 – razem z Ukrytym w słońcu, Człowiekiem epoki i Manipulacją; Kraków: Wydawnictwo Literackie, 1995 – razem z Człowiekiem epoki; w tomie pierwszym Dzieł zebranych, Warszawa: Warszawska Firma Wydawnicza, 2009 – razem z Ukrytym w słońcu i Oknem.
- Ukryty w słońcu, „Twórczość”, 1963, nr 3. Wydania książkowe: Warszawa: „Czytelnik”, 1973 i 1976 – razem z Dniem oszusta; w tomie pt. Ciąg, Kraków: Wydawnictwo Literackie, 1983 – razem z Dniem oszusta, Człowiekiem epoki i Manipulacją; w tomie pierwszym Dzieł zebranych, Warszawa: Warszawska Firma Wydawnicza, 2009 – razem z Dniem oszusta i Oknem.
- Związki uczuciowe, Warszawa: „Czytelnik”, 1970. W skład tomu wchodzą trzy opowiadania: Armelle[a], Fascynacja oraz Koniec i początek. Następne wydanie: w tomie drugim Dzieł zebranych, Warszawa: Warszawska Firma Wydawnicza, 2010.
- Człowiek epoki, Kraków: Wydawnictwo Literackie, 1971; następne wydania: Kraków: Wydawnictwo Literackie, 1973 i 1975; w tomie pt. Ciąg, Kraków: Wydawnictwo Literackie, 1983 – razem z Dniem oszusta, Ukrytym w słońcu i Manipulacją; Kraków: Wydawnictwo Literackie, 1995 – razem z Dniem oszusta.
- Manipulacja, powieść w odcinkach publikowana na łamach tygodnika „Literatura” od 21 lutego 1974 roku (nr 8/106) do 25 kwietnia 1974 (nr 17/115). Pierwsze wydanie książkowe: Warszawa: „Czytelnik”, 1975. Następne wydania: „Czytelnik”, Warszawa 1977; w tomie pt. Ciąg, Kraków” Wydawnictwo Literackie, 1983 – razem z Dniem oszusta, Ukrytym w słońcu i Człowiekiem epoki; w tomie trzecim Dzieł zebranych, Warszawa: Warszawska Firma Wydawnicza, 2011.
- Bajki nie tylko o smoku, Warszawa: „Nasza Księgarnia”, 1977' następne wydanie: Warszawa: „Nasza Księgarnia”, 1987[b].
- Okno[9], Warszawa: „Wydawnictwa Radia i Telewizji”, 1978; następne wydanie: w tomie pierwszym Dzieł zebranych, Warszawa: Warszawska Firma Wydawnicza, 2009 – razem z Dniem oszusta i Ukrytym w słońcu.
- Listy z więzienia. Wybrał i opracował oraz wstępem, przypisami i posłowiem opatrzył Marek Sołtysik, Świat Książki, Warszawa, 2015. ISBN 978-83-7943-842-6.

### Poezja
- Wszystko jest obok, „Iskry”, 1959.
- Moment bitwy, „Iskry”, 1961.
- Muzyka konkretna, Wydawnictwo Literackie, 1971.

### Sztuki teatralne
- Męczeństwo z przymiarką
  - Prapremiera: Teatr Wybrzeże, Gdańsk, 20 listopada 1960, reż. Jerzy Jarocki. Inne premiery: Teatr Ateneum im. Stefana Jaracza, Warszawa, 14 stycznia 1961, reż. Jan Bratkowski.
- Ostatni odcinek drogi
  - Prapremiera: Teatr Śląski im. Stanisława Wyspiańskiego, Katowice, 7 kwietnia 1962, reż. Jan Biczycki.
- Zejście do piekła
  - Prapremiera: Teatr im. Juliusza Osterwy, Lublin, 29 listopada 1964, reż. Stanisław Milski.
- Jasełka-moderne
  - Prapremiera: Teatr Nowy, Poznań, 11 listopada 1965, reż. Stanisław Brejdygant. Inne premiery: Teatr Ludowy, Warszawa, 17 kwietnia 1971, reż. Jan Kulczyński; Teatr Dramatyczny, Wałbrzych, 8 kwietnia 1972, reż. Tadeusz Pliszkiewicz; Teatr im. Stefana Jaracza Olsztyn, 27 kwietnia 1976, reż. Andrzej Walden; Teatr Polskiego Radia, 20 grudnia 2009, reż. Henryk Rozen.
  - Wydania książkowe: w tomie pt. Sytuacje teatralne: wybrane utwory sceniczne, Państwowy Instytut Wydawniczy, Warszawa 1974 – razem z Trzecią piersią, Samą słodyczą i Żegnaj, Judaszu; w tomie pt. Dziewięć wieczorów teatralnych: wybór utworów scenicznych, Wydawnictwo Literackie, Kraków–Wrocław 1986 – razem z Żegnaj, Judaszu, Samą słodyczą, Trzecią piersią, Ołtarzem wzniesionym sobie, Terrorystami, Głosami umarłych i Kreacją.
- Historia uczucia
  - Prapremiera: Teatr Telewizji, 27 maja 1979, reż. Adam Hanuszkiewicz.
- Dobroczyńca
  - Prapremiera: Teatr Powszechny, Łódź, 24 lutego 1971, reż. Mirosław Szonert.
- Żegnaj, Judaszu
  - Prapremiera: Narodowy Stary Teatr im. Heleny Modrzejewskiej, Kraków, 14 marca 1971, reż. Konrad Swiniarski. Inne premiery: Teatr im. Stefana Jaracza, Olsztyn, 15 stycznia 1972, reż. Andrzej Przybylski; Teatr Ziemi Opolskiej, Opole, 5 marca 1972, reż. Mirosław Wawrzyniak; Teatr Powszechny, Warszawa, 25 listopada 1975, reż. Wiesław Górski; Teatr Wybrzeże, Gdańsk, 14 stycznia 1978, reż. Marcel Kochańczyk; Teatr im. Stefana Jaracza, Łódź, 8 kwietnia 1978, reż. Jerzy Hutek; Teatr Dramatyczny im. Aleksandra Węgierki, Białystok, 20 października 1978, reż. Wojciech Pisarek; Teatr im. Juliusza Osterwy, Lublin, 24 marca 1979, reż. Janusz Ostrowski; Teatr Telewizji, 30 października 1980, reż. Jolanta Słobodzian; Teatr Polski, Warszawa, 20 maja 1982, reż. Jan Bratkowski; Teatr Dramatyczny, Elbląg, 14 listopada 1982, reż. Bohdan Gierszanin; Teatr Polski, Wrocław, 12 lutego 1983, reż. Jacek Bunsch; Tarnowski Teatr im. Ludwika Solskiego, Tarnów, 2 października 1983, reż. Piotr Paradowski; Teatr Nowy im. Gustawa Morcinka, Zabrze, 8 kwietnia 1984, reż. Jan Nowak; Teatr im. Wilama Horzycy, Toruń, 14 maja 1984, reż. Stefan Knothe; Słupski Teatr Dramatyczny, Słupsk, 9 lutego 1985, reż. Ryszard Jaśniewicz; Lubuski Teatr im. Leona Kruczkowskiego, Zielona Góra, 23 lutego 1985, reż. Zbigniew Lesień; Teatr im. Adama Mickiewicza, Częstochowa, 22 maja 1988, reż. Jan Maciejowski; Teatr Śląski im. Stanisława Wyspiańskiego, Katowice, 27 stycznia 1991, reż. Janusz Ostrowski; Teatr im. Juliusza Osterwy, Gorzów Wielkopolski, 25 marca 2000, reż. Ryszard Major; Akademia Teatralna, Warszawa, 26 października 2002, reż. Bożena Suchocka-Kozakiewicz; The New Polish Theatre w Rosslyn Spectrum Theatre w Arlington, w stanie Virginia, 13 maja 2003, reż. Sylvia Daneel; Narodowy Teatr Dramatyczny im. Tarasa Szewczenki, Charków, 7 lipca 2013, reż. Andrzej Szczytko.
  - Wydania książkowe: w tomie pt. Sytuacje teatralne: wybrane utwory sceniczne, Państwowy Instytut Wydawniczy, Warszawa 1974 – razem z Jasełka-moderne, Trzecią piersią i Samą słodyczą; w tomie pt. Dziewięć wieczorów teatralnych: wybór utworów scenicznych, Wydawnictwo Literackie, Kraków–Wrocław 1986 – razem z Jasełka-moderne, Samą słodyczą, Trzecią piersią, Ołtarzem wzniesionym sobie, Terrorystami, Głosami umarłych i Kreacją
- Niebo z blachy fałdowanej
  - Prapremiera: Teatr Telewizji, 20 czerwca 1971, reż. Stefan Szlachtycz
- Panie
  - Prapremiera: Teatr Polskiego Radia, 12 marca 1972, reż. Zdzisław Nardelli. Inne premiery: pt. Kobiety, Teatr Polski, Wrocław, 16 września 1976, reż. Piotr Paradowski (adaptacja łącząca ten utwór ze sztuką Maria); pt. Strach i zachwyt, Tarnowski Teatr im. Ludwika Solskiego, Tarnów, 23 lutego 1980, reż. Bogdan Tosza (adaptacja łącząca cztery utwory Iredyńskiego – tytułowy Strach i zachwyt, Głosy, Terrarium i Panie).
  - Wydanie książkowe: w tomie pt. Głosy, Wydawnictwa Radia i Telewizji, Warszawa 1974 (zbiór zawiera słuchowiska: Winda, Jasny pokój dziecinny, W parku, Głosy, Panie, Magia, Niemowa, Stypa, Bajka, Okno, Rytuał, Orator, Terrarium, Wygrana, Radio; niektóre z tych słuchowisk były adaptowane do wystawienie na scenie).
- Sama słodycz
  - Prapremiera: Teatr Polski, Wrocław, 18 stycznia 1973, reż. Jan Bratkowski. Inne premiery: Teatr Współczesny, Warszawa, 16 lutego 1973, reż. Zygmunt Hübner; Teatr Polski, Bydgoszcz, 8 września 1979, reż. Jan Jeruzal.
  - Wydania książkowe: w tomie pt. Sytuacje teatralne: wybrane utwory sceniczne, Państwowy Instytut Wydawniczy, Warszawa 1974 – razem z Jasełka-moderne, Trzecią piersią i Żegnaj, Judaszu; w tomie pt. Dziewięć wieczorów teatralnych: wybór utworów scenicznych, Wydawnictwo Literackie, Kraków–Wrocław 1986 – razem z Jasełka-moderne, Żegnaj, Judaszu, Trzecią piersią, Ołtarzem wzniesionym sobie, Terrorystami, Głosami umarłych i Kreacją.
- Dokąd
  - Prapremiera: Teatr Rozmaitości – scena STS, Warszawa, 16 grudnia 1973, reż. Stanisława Celińska i Andrzej Mrowiec.
- Narkomani
  - Prapremiera: Teatr Nowy, Warszawa, 21 lutego 1975, reż. Stanisław Brejdygant. Inne premiery: Teatr Bagatela im. Tadeusza Boya-Żeleńskiego, Kraków, 21 lutego 1976, reż. Mieczysław Górkiewicz.
- Trzecia pierś
  - Prapremiera: Teatr im. Wilana Horzycy, Toruń, 4 maja 1975, reż. Eugeniusz Aniszczenko. Inne premiery: Teatr Dramatyczny im. Aleksandra Węgierki, Białystok, 24 kwietnia 1976, reż. Waldemar Wilhelm; Stary Teatr im. Heleny Modrzejewskiej, Kraków, 22 marca 1986, reż. Józef Czernecki.
  - Wydania książkowe: w tomie pt. Sytuacje teatralne: wybrane utwory sceniczne, Państwowy Instytut Wydawniczy, Warszawa 1974 – razem z Jasełka-moderne, Samą słodyczą i Żegnaj, Judaszu; w tomie pt. Dziewięć wieczorów teatralnych: wybór utworów scenicznych, Wydawnictwo Literackie, Kraków–Wrocław 1986 – razem z Jasełka-moderne, Żegnaj, Judaszu, Samą słodyczą, Ołtarzem wzniesionym sobie, Terrorystami, Głosami umarłych i Kreacją.
- Maria
  - Prapremiera: Teatr Narodowy, Warszawa, 29 listopada 1975, reż. Adam Hanuszkiewicz (sztuka grana z utworem Czysta miłość). Inne premiery: pt. Kobiety, Teatr Polski, Wrocław, 16 września 1976, reż. Piotr Paradowski (adaptacja łącząca ten utwór ze sztuką Panie); Lubuski Teatr im. Leona Kruczkowskiego, Zielona Góra, 4 grudnia 1976; Teatr im. Juliusza Osterwy, Gorzów Wielkopolski, 24 marca 1977, reż. Bohdan Cybulski; Teatr Telewizji, 23 stycznia 1981, reż. Adam Hanuszkiewicz; Słupski Teatr Dramatyczny, Słupsk, 27 marca 1982, reż. Paweł Nowicki (współpraca); Brygada Teatr, Łódź, 11 czerwca 2007, reż. Barbara Dembińska.
- Czysta miłość
  - Prapremiera: Teatr Narodowy, Warszawa, 29 listopada 1975, reż. Adam Hanuszkiewicz (sztuka grana z utworem Maria).
- Terrarium
  - Prapremiera: Teatr Telewizji, 26 marca 1976, reż. Anna Minkiewicz. Inne premiery: pt. Strach i zachwyt, Tarnowski Teatr im. Ludwika Solskiego, Tarnów, 23 lutego 1980, reż. Bogdan Tosza (adaptacja łącząca cztery utwory Iredyńskiego – tytułowy Strach i zachwyt, Głosy, Terrarium i Panie).
- Głosy
  - Prapremiera: Teatr im. Stefana Jaracza, Olsztyn, 11 marca 1978, reż. Marcin Jarnuszkiewicz. Inne premiery: Teatr Śląski im. Stanisława Wyspiańskiego, Katowice, 12 maja 1979, reż. studenci reżyserii WRTV Uniwersytetu Śląskiego; pt. Strach i zachwyt, Tarnowski Teatr im. Ludwika Solskiego, Tarnów, 23 lutego 1980, reż. Bogdan Tosza (adaptacja łącząca cztery utwory Iredyńskiego – tytułowy Strach i zachwyt, Głosy, Terrarium i Panie).
  - Wydanie książkowe: w tomie pt. Głosy, Wydawnictwa Radia i Telewizji, Warszawa 1974 (zbiór zawiera słuchowiska: Winda, Jasny pokój dziecinny, W parku, Głosy, Panie, Magia, Niemowa, Stypa, Bajka, Okno, Rytuał, Orator, Terrarium, Wygrana, Radio; niektóre z tych słuchowisk były adaptowane do wystawienie na scenie).
- Idol
  - Prapremiera: Teatr Telewizji, 4 listopada 1977, reż. Wojciech Marczewski. Inne: pt. Miłość, Teatr Logos, Łódź, 25 kwietnia 2010, reż. Marek Kasprzyk (spektakl w oparciu o utwory Okno i Idol).
- Dacza
  - Prapremiera: Teatr Polski, Szczecin, 28 czerwca 1979, reż. Wanda Laskowska. Inne premiery: Teatr Dramatyczny im. Jerzego Szaniawskiego, Płock, 29 września 1979, reż. Ryszard Żuromski; Teatr im. Stefana Jaracza, Łódź, 23 listopada 1979, reż. Mikołaj Grabowski; Teatr Powszechny im. Jana Kochanowskiego, Radom, 12 stycznia 1980, reż. Andrzej Walden; Teatr Polski, Poznań, 14 stycznia 1980, reż. Dariusz Miłkowski; Lubuski Teatr im. Leona Kruczkowskiego, Zielona Góra, 25 kwietnia 1980, reż. Wanda Laskowska; Teatr Dramatyczny im. Aleksandra Węgierki, Białystok, 11 maja 1980, reż. Tadeusz Kozłowski; Teatr Polski, Warszawa, 3 lipca 1980, reż. Stanisław Pieniak; Bałtycki Teatr Dramatyczny im. Juliusza Słowackiego, Koszalin, 19 lutego 1982, reż. Krzysztof Rotnicki; Teatr Śląski im. Stanisława Wyspiańskiego, Katowice, 12 kwietnia 1984, reż. Bogdan Tosza; Teatr Telewizji, 5 września 1988, reż. Tomasz Zygadło.
- Wizyta
  - Prapremiera: Teatr Telewizji, 14 września 1980, reż. Zbigniew Rebzda.
- Ołtarz wzniesiony sobie
  - Prapremiera: Teatr Polski, Warszawa, 19 listopada 1981, reż. Jan Bratkowski. Inne premiery: Teatr im. Stefana Jaracza, Łódź, 11 grudnia 1982, reż. Bogdan Michalik; Teatr Polski, Poznań, 15 maja 1983, reż. Grzegorz Mrówczyński.
  - Wydania książkowe: Ołtarz wzniesiony sobie. Terroryści, „Czytelnik”, Warszawa 1985 (razem ze sztuką Terroryści); w tomie pt. Dziewięć wieczorów teatralnych: wybór utworów scenicznych, Wydawnictwo Literackie, Kraków–Wrocław 1986 – razem z Jasełka-moderne, Żegnaj, Judaszu, Samą słodyczą, Trzecią piersią, Terrorystami, Głosami umarłych i Kreacją.
- Terroryści
  - Prapremiera: Teatr Polski Warszawa, 21 października 1982, reż. Jan Bratkowski. Inne premiery: Teatr Nowy, Łódź, 19 grudnia 1982, reż. Jan Bratkowski; Teatr Wybrzeże, Gdańsk, 16 stycznia 1983, reż. Mariusz Malinowski; Teatr im. Stefana Jaracza, Olsztyn, 29 stycznia 1983, reż. Konrad Szachnowski; Teatr im. Adama Mickiewicza, Częstochowa, 2 lutego 1983, reż. Henryk Adamek; Teatr im. Aleksandra Fredry, Gniezno, 4 lutego 1984, reż. Zbigniew Mak; Teatr Dramatyczny im. Aleksandra Węgierki, Białystok, 29 czerwca 1984, reż. Jerzy Ukleja; Teatr Dramatyczny, Legnica, 29 czerwca 1984, reż. Józef Jasielski.
  - Wydania książkowe: Ołtarz wzniesiony sobie. Terroryści, „Czytelnik”, Warszawa 1985 (razem ze sztuką Ołtarz wzniesiony sobie); w tomie pt. Dziewięć wieczorów teatralnych: wybór utworów scenicznych, Wydawnictwo Literackie, Kraków–Wrocław 1986 – razem z Jasełka-moderne, Żegnaj, Judaszu, Samą słodyczą, Trzecią piersią, Ołtarzem wzniesionym sobie, Głosami umarłych i Kreacją.
- Wszyscy zostali napadnięci
  - Prapremiera: Teatr Telewizji, 28 września 1983, reż. Zbigniew Rebzda.
  - Wydanie książkowe: Wszyscy zostali napadnięci, Wydawnictwa Radia i Telewizji, Warszawa 1985.
- Kreacja
  - Prapremiera: Teatr im. Jana Kochanowskiego, Opole, 11 listopada 1984, reż. Jarosław Kuszewski. Inne premiery: Teatr im. Wandy Siemaszkowej, Rzeszów, 9 grudnia 1984, reż. Wojciech Jesionka; Teatr im. Stefana Jaracza, Łódź, 24 stycznia 1985, reż. Feliks Falk; Teatr Polski, Warszawa, 14 marca 1985, reż. Jan Bratkowski; Teatr Polski, Szczecin, 12 maja 1985, reż. Tadeusz Kijański; Teatr Śląski im. Stanisława Wyspiańskiego, Katowice, 7 grudnia 1985, reż. Michał Rosiński; Teatr im. Wojciecha Bogusławskiego, Kalisz, 16 grudnia 1985, reż. Jan Pyjor; Teatr Nowy im. Gustawa Morcinka, Zabrze, 12 listopada 1993, reż. Zbigniew Stryj; Teatr Narodowy – scena Studio, Warszawa, 10 września 2010, reż. Bożena Suchocka.
  - Wydanie książkowe: w tomie pt. Dziewięć wieczorów teatralnych: wybór utworów scenicznych, Wydawnictwo Literackie, Kraków–Wrocław 1986 – razem z Jasełka-moderne, Żegnaj, Judaszu, Samą słodyczą, Trzecią piersią, Ołtarzem wzniesionym sobie, Terrorystami i Głosami umarłych.
- Dziewczynki
  - Prapremiera: Teatr Dramatyczny, Gdynia, 24 października 1985, reż. Zbigniew Bogdański. Inne premiery: Teatr Dramatyczny, Warszawa, 7 grudnia 1985, reż. Tadeusz Kijański; Teatr Polski, Szczecin, 8 marca 1986, reż. Tadeusz Kijański; Teatr Dramatyczny im. Aleksandra Węgierki, Białystok, 24 kwietnia 1997, reż. Andrzej Jakimiec.
- Słuchowisko
  - Prapremiera: Teatr Telewizji, 16 grudnia 1985, reż. Tadeusz Kijański – na podstawie utworu Iredyńskiego pt. Słuchowisko (Mały tryptyk)
- Seans, „Dialog” 1985, nr 12.
  - Prapremiera: Teatr Polski, Poznań, 18 października 1986, reż. Grzegorz Mrówczyński.
- Dwie kobiety (Mały tryptyk)
  - Prapremiera: Teatr Telewizji, 3 marca 1986, reż. Tadeusz Kijański.
- Głos umarłych
  - Prapremiera: Teatr Dramatyczny, Legnica, 27 kwietnia 1986, reż. Alicja Choińska. Inne premiery: Teatr Wybrzeże, Gdańsk, 21 listopada 1986, reż. Marcel Kochańczyk; Teatr im. Juliusza Osterwy, Lublin, 18 lutego 1987, reż. Bogdan Czajkowski.
  - Wydanie książkowe: w tomie pt. Dziewięć wieczorów teatralnych: wybór utworów scenicznych, Wydawnictwo Literackie, Kraków–Wrocław 1986 – razem z Jasełka-moderne, Żegnaj, Judaszu, Samą słodyczą, Trzecią piersią, Ołtarzem wzniesionym sobie, Terrorystami i Kreacją.
- Rytuał
  - Prapremiera: Teatr Telewizji, 26 maja 1986, reż. Tadeusz Kijański.
  - Wydanie książkowe: w tomie pt. Głosy, Wydawnictwa Radia i Telewizji, Warszawa 1974 (zbiór zawiera słuchowiska: Winda, Jasny pokój dziecinny, W parku, Głosy, Panie, Magia, Niemowa, Stypa, Bajka, Okno, Rytuał, Orator, Terrarium, Wygrana, Radio; niektóre z tych słuchowisk były adaptowane do wystawienie na scenie).
- Okno
  - Prapremiera: Teatr Powszechny im. Jana Kochanowskiego, Radom, 23 października 1986, reż. Jerzy Wasiuczyński. Inne premiery: Teatr Telewizji, 9 listopada 1986, reż. Jerzy Jogałła; Teatr Polskiego Radia, 21 marca 2010, reż. Janusz Kukuła; pt. Miłość, Teatr Logos, Łódź, 25 kwietnia 2010, reż. Marek Kasprzyk (spektakl w oparciu o utwory Okno i Idol); Teatr Polskiego Radia, 1 lutego 2020, reż. Przemysław Ostrowski.
  - Wydanie książkowe: w tomie pt. Głosy, Wydawnictwa Radia i Telewizji, Warszawa 1974 (zbiór zawiera słuchowiska: Winda, Jasny pokój dziecinny, W parku, Głosy, Panie, Magia, Niemowa, Stypa, Bajka, Okno, Rytuał, Orator, Terrarium, Wygrana, Radio; niektóre z tych słuchowisk były adaptowane do wystawienie na scenie).

### Wybrane słuchowiska
- Papierosy Herbewo, Teatr Polskiego Radia, premiera: 15 lutego 1971, reż. Helmut Kajzar
- Rytuał, Teatr Polskiego Radia, premiera: 20 lipca 1971, reż. Helmut Kajzer
- Panie, Teatr Polskiego Radia, premiera: 12 marca 1972, reż. Zdzisław Nardelli (utwór ten wystawiano też na scenie)
- Trybunał, Teatr Polskiego Radia, premiera: 11 lutego 1981, reż. Danuta Jagła
- Pokój numer piętnaście, Teatr Polskiego Radia, premiera: 21 marca 2010, reż. Janusz Kukuła
- Pan Muchol, Teatr Polskiego Radia, wrzesień 2011, scenariusz i reżyseria Stefan Szlachtycz (słuchowisko na motywach powieści Iredyńskiego Manipulacja)

Wydania książkowe słuchowisk
- Głosy, Warszawa: Wydawnictwa Radia i Telewizji, 1974 (zbiór zawiera słuchowiska: Winda, Jasny pokój dziecinny, W parku, Głosy, Panie, Magia, Niemowa, Stypa, Bajka, Okno, Rytuał, Orator, Terrarium, Wygrana, Radio).
- Skąd ta wrażliwość, Warszawa: Wydawnictwa Radia i Telewizji, 1979 (zbiór zawiera słuchowiska: Fragmenty listów miłosnych, Skąd ta wrażliwość, Porwanie, Honor rodziny, Słuchowisko, Kwadrofonia, Przed prelekcją, Ibis, Do Ślicznej i innych, Koniec stworzenia, Demony, Jasny pokój dziecinny, Radio, Dzisiaj się tak nie tańczy, Wejście do ogrodu).

Niektóre słuchowiska Iredyńskiego były wystawiane na scenie (por. sztuka teatralna Panie, Głosy, Rytuał, Terrarium). Warto w tym miejscu wspomnieć spektakl pt. Obok, którego scenariusz był oparty na pięciu słuchowiskach Iredyńskiego – Okno, Idol, Winda, Wygrana, Obok (prapremiera: Lubuski Teatr im. Leona Kruczkowskiego, 28 czerwca 2008, reż. Zbigniew Najmoła). Podobnie niektóre dramaty Iredyńskiego prezentowane były w formie słuchowisk (por. Jasełka-moderne).

### Wybrane teksty piosenek
- Magiczne ognie, muzyka: Zbigniew Górny, słowa: Ireneusz Iredyński, wykonanie: Grażyna Łobaszewska (piosenka z filmu Magiczne ognie)
- Jestem cała w twoich rękach, muzyka: Alina Piechowska, słowa: Ireneusz Iredyński, wykonanie: Barbara Brylska (piosenka z filmu Anatomia miłości)
- Wyczerpałam zasób snów, muzyka: Jerzy Derfel, słowa: Ireneusz Iredyński, wykonanie: Magda Umer
- Wieczory niekochanych, muzyka: Andrzej Kurylewicz, słowa: Ireneusz Iredyński, wykonanie: Czesław Niemen
- Moja miła, moja cicha, moja śliczna, muzyka: Alina Piechowska, słowa: Ireneusz Iredyński, wykonanie: Jerzy Połomski
- Księżycowe dziewczyny, muzyka: Piotr Figiel, słowa: Ireneusz Iredyński, wykonanie: Alibabki, Alicja Majewska
- Bywają takie dni, muzyka: Jerzy Derfel, słowa: Ireneusz Iredyński, wykonanie: Alicja Majewska
- Ostatnie wrzosy tej jesieni, muzyka: Ryszard Poznakowski, słowa: Ireneusz Iredyński
- Tak daleko jesteś nocą, muzyka: Katarzyna Gärtner, słowa: Ireneusz Iredyński, wykonanie: Joanna Rawik

### Scenariusze filmowe
- Sam pośród miasta, premiera: 25 grudnia 1965, reż. Halina Bielińska, obs. Zbigniew Cybulski, Ewa Wiśniewska, Lucyna Winnicka.
- Śmierć w środkowym pokoju, premiera: 4 stycznia 1967, reż. Andrzej Trzos-Rastawiecki, obs. Aleksandra Śląska, Zdzisław Maklakiewicz.
- Zejście do piekła[c], premiera: 2 grudnia 1966, reż. Zbigniew Kuźmiński, obs. Leon Niemczyk, Witold Pyrkosz, Marek Perepeczko.
- Kardiogram, premiera: 4 maja 1971, reż. Roman Załuski, obs. Tadeusz Borowski, Anna Seniuk.
- Anatomia miłości[10], premiera: 19 grudnia 1972, reż. Roman Załuski, obs. Jan Nowicki, Barbara Brylska.
- Przejście podziemne, premiera: 13 stycznia 1974, reż. Krzysztof Kieślowski, obs. Andrzej Seweryn, Teresa Budzisz-Krzyżanowska.
- Niedziela pewnego małżeństwa w mieście przemysłowym średniej wielkości, premiera: 27 maja 1977, reż. Jerzy Sztwiertnia, obs. Elżbieta Kępińska, Witold Pyrkosz, Janusz Gajos.
- Wejście w nurt, premiera: 23 czerwca 1978, reż. Barbara Sass-Zdort, obs. Małgorzata Pritulak, Małgorzata Braunek
- Roman i Magda, premiera: 16 marca 1979, reż. Sylwester Chęciński, obs. Andrzej Seweryn, Jan Englert, Ewa Wiśniewska, Dorota Stalińska.
- Ukryty w słońcu[d], premiera: 20 października 1980, reż. Jerzy Trojan, obs. Jan Englert, Kazimierz Kaczor, Ewa Dałkowska, Gabriela Kownacka.
- Okno, premiera: 22 sierpnia 1983, reż. Wojciech Wójcik, obs. Tadeusz Huk, Iwona Bielska, Jan Englert.
- Magiczne ognie, premiera: 2 stycznia 1984, reż. Janusz Kidawa, obs. Włodzimierz Adamski, Ignacy Gogolewski.